# Пеун (Ясси)
Пеун (рум. Păun) — село у повіті Ясси в Румунії. Входить до складу комуни Бирнова.
Село розташоване на відстані 319 км на північ від Бухареста, 8 км на південний схід від Ясс.

## Населення
За даними перепису населення 2002 року у селі проживали 940 осіб, з них 935 осіб (99,5%) румунів. Рідною мовою 939 осіб (99,9%) назвали румунську.